# フォート・カニング
座標: 北緯1度17分40秒 東経103度50分49秒 / 北緯1.29444度 東経103.84694度
フォート・カニング（Fort Canning、マレー語: Bukit Larangan）は、シンガポール島の都市国家シンガポールの南東部、中心業務地区を成すシンガポール中央社会開発協議会管轄下の区域にある、標高60mほどの小さな丘。大きさは小さいが、この場所に関わる歴史は長く、この都市国家の歴史とともに曲折を経てきているが、これはダウンタウン・コアの民間地区から歩いていける範囲で最も標高が高い場所であるという立地条件の結果である。ここは、音楽イベント、コンサートなどの場所としても人気が高い。
マレー人たちは、古くからこの丘を「ブキット・ラランガン (Bukit Larangan)」、つまり、「禁じられた丘」と呼んでいる。これは、この場所が古代のシンガプラ王国の王たちの墓所であったという信仰に基づいており、この場所には霊が取り憑いていると信じられている。また、かつての一時期には、ここに宮殿があったとも信じられている。14世紀にこの丘の上にあった集落は、元朝の旅行者であった汪大淵によって、マレー語の「pancur」から班卒と名付けられていた。後年には、サー・スタンフォード・ラッフルズが、ここに邸宅を構えたが、その建物はその後も代々のシンガポール総督によって使用された。このため、この丘は「ガバメント・ヒル (Government Hill) として知られるようになったが、1861年にこの地に砦が築かれると、フォート・カニングという呼称に改名された。今日では、フォート・カニング貯水池と、フォート・カニング公園 (Fort Canning Park) が配置されている。

## 現況

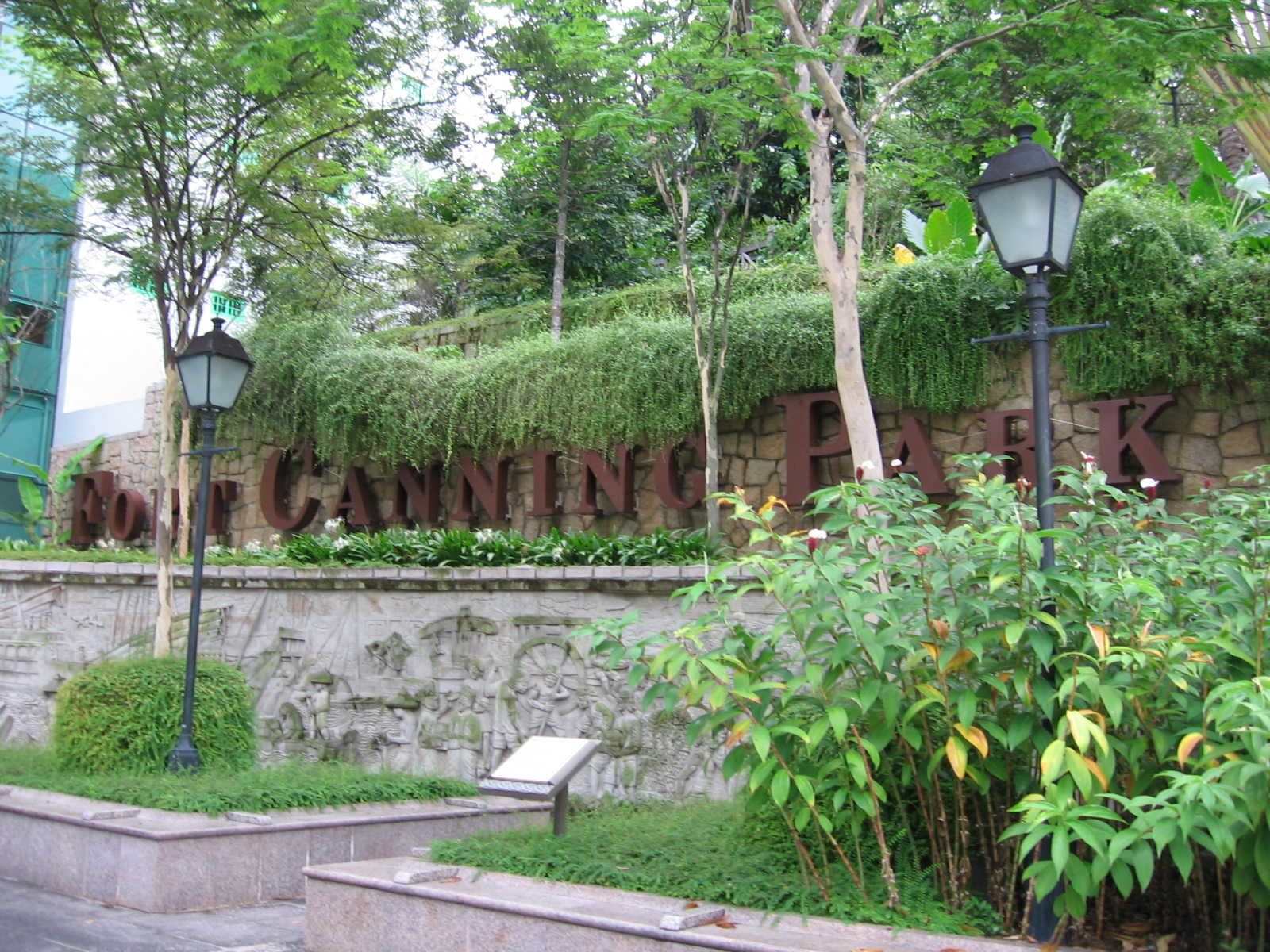
ハイ・ストリートに面した、フォート・カニング公園の入口。

公園は、オーチャード・ロードを見下ろす、シンガポールの公共・文化地区の中心部に位置しており、様々なレクリエーション活動の場となっている他、歴史、教育、娯楽、文化体験などの場となっており、さらに社交行事が行われることもある。この公園には、シンガポールの都心であるダウンタウン・コアにとって、貴重な緑地でもある。歴史的遺物や、豊かな緑、広い芝生があるフォート・カニングは、文化や芸術活動の中心地となっている。数々の屋外イベントや、カーニバル、フェスティバルの場として、また屋外映画や、「星の下のバレエ (Ballet Under the Stars)」などのパフォーマンスがここで行われている。シンガポール最大の音楽祭であるウォーマッド (WOMAD) は、1998年から2007年にかけて、定期的にこの公園を会場に開催されていた。フォート・カニング・トンネルは、この丘の真下を通っている。